# Urkoua
Urkoua (Coua primaeva) är en förhistorisk utdöd fågel i familjen gökar som tidigare förekom på Madagaskar. 

## Utseende och levnadssätt
Fågeln är endast känd från subfossila lämningar, från en enstaka tars. Storleken på benet ger att fågeln var mycket stor. Inget annat är känt om den.

## Utbredning och utdöende
Arten var tidigare, liksom alla arter i släktet Coua, endemisk för Madagaskar. Det antas att dess storlek gjorde den eftertraktad som föda och att den därför dog ut på grund av jakt. Arter i släktet jagas fortfarande regelbundet på Madagaskar för dess kött och för deras fjädrars skull, vilket gör det troligt att urkouan dog ut på grund av jakt. Dess subfossila lämningar har med hjälp av kol-14-metoden konstaterats vara cirka 2000 år gamla.